# Urs-Fest in Ajmer
Das Urs-Fest findet jährlich am Jahrestag des Todes des Sufi-Heiligen Khwaja Muin-ud-din Chishti in Ajmer statt, einer Stadt im indischen Bundesstaat Rajasthan. Es wird am Grabschrein (Dargah Sharif) des Gründers des Chishtiyya-Sufiordens gefeiert. Der Terminus ‘urs („heilige Hochzeit“) bezieht sich auf die mystische Vereinigung mit Gott (zu ähnlichen Festen, siehe Maulid an-Nabī). Das Fest wird im siebten Monat des islamischen Mondkalenders gefeiert, es erstreckt sich über sechs Tage und in die ganzen Nächte über werden dhikr (zikr) von speziellen Sängern, den Qawwalis, gesungen. Das Fest wird von tausenden den Schrein besuchenden Pilgern aus ganz Indien und dem Ausland, insbesondere Pakistan, gefeiert. Als Höhepunkt des Festes gilt der 6. Tag “Chhati Sharif”, der am 6. Radschab gefeiert wird.
Das Urs-Fest in Ajmer wird jedes Jahr von mehr als 400.000 Gläubigen besucht. 2013 fand das 801. Fest statt.

## Videos
- Ajmer sharif 801 urs sharif 2013 – youtube.com
- Ladbazar sends Gilaf e shareef to Dargah Ajmer Sharif urs 2013 – youtube.com